# Вибілений чавун
Вибілений чавун — сплав, поверхневий шар якого до певної глибини являє собою білий чавун. Буває нелегований, низько-, середньо- і високолегований (нікелем, хромом, марганцем тощо) та 
модифікований (наприклад, магнієм). Характеризується поєднанням високої твердості і стійкості проти зношування вибіленого (робочого) шару з загальною і втомленісною міцністю внутрішньої частини.

## Процес вибілювання
Вибі́лювання чавуні́в — це виділення вуглецю у вигляді цементиту під час кристалізації чавунів. Хоча цементит на відміну від стабільного графіту є метастабільною фазою, за швидкого охолодження рідкого чавуну атоми вуглецю не встигають продифундувати в достатній кількості для утворення зародків графіту (потрібно 100 % карбону), і тому кристалізація проходить з утворенням цементиту, котрий містить значно менше вуглецю (6,67 мас.%). Крім швидкого охолодження, вибілюванню сприяє зменшення вмісту в розплаві карбону, силіцію, підвищення вмісту манґану, хрому, інших карбідотвірних елементів, а також сульфуру.
Чавуни, у яких весь карбон кристалізується у вигляді цементиту, називають білими чавунами, через світлий блискучий крихкий злам.

## Застосування
З вибіленого чавуну виготовляють барабани для лебідок, облицьовувальні плити кульових млинів, валки і вали різного призначення тощо.